# Mark Williams (acteur)
Mark Williams (Bromsgrove, 22 augustus 1959) is een Engels acteur, tekstschrijver, cabaretier en presentator. Hij is in eigen land vooral bekend geworden als een van de sterren in de BBC sketchshow The Fast Show. In Nederland en België is hij vooral bekend als Arthur Wemel in de Harry Potter-films en de serie Father Brown.

## Biografie
Williams werd geboren in Bromsgrove in Worcestershire. Hij studeerde Engels aan het Brasenose College en acteerde bij het Mikron Theatre op een rondvaartboot in de jaren tachtig.
Williams verscheen in diverse Britse televisieseries, zoals in de al eerder genoemde Fast Show. Hij speelde ook gastrollen in Red Dwarf, Saxondale en in Carrie and Barry.
In de met een Oscar bekroonde film Shakespeare in Love speelde Williams de rol van Wabash, een stotterende acteur die de proloog en epiloog van Romeo en Julia citeerde. Recenter is Williams bekend door zijn rol in zeven van de acht verschenen of gefilmde Harry Potter-films.
In 2006 presenteerde Williams voor de BBC een serie documentaires, Mark Williams' Big Bangs (over de geschiedenis van explosieven), Mark Williams on the Rails en Industrial Revelations.
In 1997 speelde Williams mee in de film The Borrowers, waarin ook acteurs Tom Felton en Jim Broadbent meespeelden. Later zouden deze acteurs alle drie worden gecast in de Harry Potter-films, met Felton in de rol van Draco Malfoy (Draco Malfidus) en Broadbent als professor Horace Slughorn (Hildebrand Slakhoorn).
Sinds 2013 speelt hij de hoofdrol van Father Brown in de gelijknamige BBC serie, gebaseerd op de verhalen van G.K. Chesterton. De serie speelt zich af in de vroege jaren 50 in Engeland waarin de priester Brown misdaden oplost, dit vaak tegen de zin in van de lokale politie.

## Filmografie
- Privileged (1982)
- Out of Order (1987)
- High Season (1987)
- The Storyteller in de aflevering "Fearnot" (1988)
- Red Dwarf in de afleveringen "The End", "Balance of Power" en "Stasis Leak" (allen in 1988)
- Stuff (1988)
- Tumbledown (1989)
- Making Out (1990) in aflevering #1.2
- Kinsey (1990)
- KYTV in de aflevering "Launch" (1990)
- Bottom in the episode "Accident" (1991)
- Merlin of the Crystal Cave (1991)
- The Smell of Reeves and Mortimer (1993)
- Health and Efficiency in de aflevering "Cinderella Rockafeller" (1994)
- Prince of Jutland (1994)
- The Fast Show (1994-2000)
- Chef! in de aflevering "Masterchef" (1994)
- Peak Practice in de aflevering "Life and Soul" (1995)
- The Big Game (1995)
- Searching (1995)
- 101 Dalmatians (1996)
- The Borrowers (1997)
- The Fast Show Live (1998)
- Shakespeare in Love (1998)
- The Canterbury Tales in de aflevering "Leaving London" (1998)
- Ted & Ralph (1998)
- Hunting Venus (1998)
- The Strangerers (2000)
- High Heels and Low Lifes (2001)
- Industrial Revelations (2002)
- Harry Potter and the Chamber of Secrets (2002)
- Industrial Revelations (2002)
- Anita and Me (2002)
- Agent Cody Banks 2: Destination London (2004)
- Harry Potter and the Prisoner of Azkaban (2004)
- Mark Williams on the Rails (2004)
- Harry Potter and the Goblet of Fire (2005)
- Mark Williams' Big Bangs (2006)
- Harry Potter and the Order of the Phoenix (2007)
- Stardust (2007)
- A Room with a View voor ITV1 (2007)
- Sense and Sensibility (miniserie, 2008)
- Harry Potter and the Half-Blood Prince (2009)
- Blood in the Water (2009)
- Harry Potter and the Deathly Hallows part 1 (2010)
- Flutter (2010)
- Harry Potter and the Deathly Hallows part II (2011)
- Being Human (2012)
- Father Brown (2013)
- Lego Dimensions (2015, stem)